# نا (آلبوم چندآهنگه)
نا (انگلیسی: Na) دومین آلبوم چندآهنگه از خواننده اهل کره جنوبی ایم نایون است که در ۱۴ ژوئن ۲۰۲۴ از طریق جی‌وای‌پی انترتینمنت و ریپابلیک رکوردز منتشر شد. این آلبوم چندآهنگه شامل هفت قطعه از جمله تک‌آهنگ آغازین «ای‌بی‌سی‌دی» است.

## جدول‌های موسیقی
| جدول (۲۰۲۴)                                   | بالاترین جایگاه |
| --------------------------------------------- | --------------- |
| آلبوم‌های بلژیکی (اولتراتاپ فلاندرز)           | ۱۴۷             |
| آلبوم‌های بلژیکی (اولتراتاپ والونیا)           | ۸۹              |
| آلبوم‌های آلمانی (۱۰۰ آلبوم برتر رسمی)         | ۵۰              |
| آلبوم‌های ژاپنی (اوریکون)                      | ۴               |
| آلبوم‌های ترکیبی ژاپنی (اوریکون)               | ۳               |
| آلبوم‌های داغ ژاپنی (بیلبورد ژاپن)             | ۲۱              |
| آلبوم‌های کره جنوبی (سرکل)                     | ۱               |
| آلبوم‌های فیزیکی سوئدی (فهرست برترین‌های سوئد)  | ۱۹              |
| آلبوم‌های سوئیسی (جدول موسیقی سوئیس)           | ۶۴              |
| آلبوم‌های دیجیتال بریتانیا (شرکت جدول‌های رسمی) | ۸۱              |
| تک‌آهنگ‌های فیزیکی بریتانیا (اوسی‌سی)            | ۱               |
| فروش تک‌آهنگ‌های بریتانیا (اوسی‌سی)              | ۱۱              |
| بیلبورد ۲۰۰ ایالات متحده                      | ۷               |
| آلبوم‌های جهانی ایالات متحده (بیلبورد)         | ۱               |

| جدول (۲۰۲۴)               | جایگاه |
| ------------------------- | ------ |
| آلبوم‌های ژاپنی (اوریکون)  | ۳۲     |
| آلبوم‌های کره جنوبی (سرکل) | ۵      |

| جدول (۲۰۲۴)               | جایگاه |
| ------------------------- | ------ |
| آلبوم‌های کره جنوبی (سرکل) | ۵۴     |

## گواهی‌نامه‌ها
| منطقه                             | گواهی    | واحد گواهی‌شده/فروش |
| --------------------------------- | -------- | ------------------ |
| کره جنوبی (گائون)                 | Platinum | ۲۵۰٬۰۰۰^           |
| ^ رقم توزیع تنها بر پایهٔ گواهی‌ها. |          |                    |

## تاریخچه انتشار
| منطقه     | تاریخ        | فرمت                             | ناشر             | منابع  |
| --------- | ------------ | -------------------------------- | ---------------- | ------ |
| مختلف     | ۱۴ ژوئن ۲۰۲۴ | سی‌دی دانلود دیجیتال استریم وینیل | جی‌وای‌پی ریپابلیک | [ ۱۹ ] |
| کره جنوبی | ۱۴ ژوئن ۲۰۲۴ | نمو                              | جی‌وای‌پی          | [ ۲۰ ] |